# 米科·埃洛兰塔
米科·埃洛兰塔（瑞典語：Mikko Eloranta，1972年8月24日—），芬兰男子冰球运动员，场上位置是前锋。他曾代表芬兰国家队参加2002年冬季奥林匹克运动会冰球比赛，获得第五名。